# The Twelfth

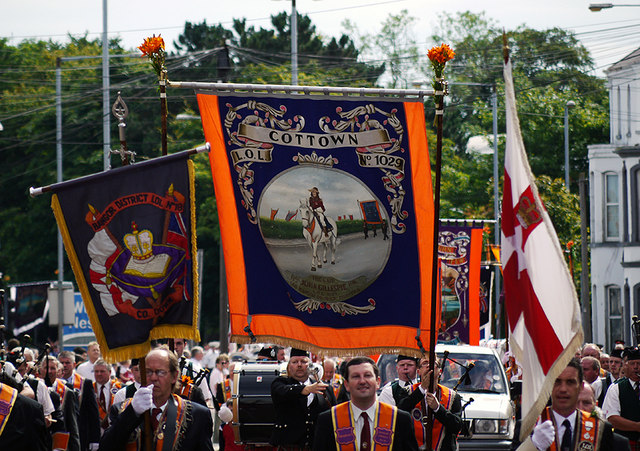
Parata durante la Orangefest a Bangor

The Twelfth ("Il Dodicesimo"), anche chiamato Orangemen's Day o, a Belfast, Orangefest, è una celebrazione annuale protestante che si tiene il 12 luglio. Ha origine in Irlanda durante il XVIII secolo e ricorda la Glorious Revolution (1688) e la vittoria del re protestante Guglielmo d'Orange sul re cattolico Giacomo II nella Battaglia del Boyne (1690). È a volte chiamato il Glorious Twelfth, ma il termine è più comunemente usato in riferimento al 12 agosto. Membri dell'Ordine di Orange e bande da parata protestanti inscenano marce in tutta l'Irlanda del Nord e in alcuni casi in qualche altra parte del mondo. Recentemente si è provato a mettere da parte gli espliciti aspetti unionisti delle parate e presentare il Twelfth come un evento "culturale", al quale i turisti sono benvenuti. Si sostiene che prima dei Troubles, membri di entrambe le comunità partecipavano all'evento anche se dominato da protestanti, mentre molti cattolici si opponevano alle celebrazioni. Nel 2011, però, la violenza è riesplosa con attacchi settari da parte di gruppi paramilitari in molti quartieri della città di Belfast.